# Erzbistum Bamako
Das Erzbistum Bamako (lat.: Archidioecesis Bamakoënsis) ist ein in Mali gelegenes römisch-katholisches Erzbistum mit Sitz in Bamako.

## Geschichte
Die Apostolische Präfektur für die Sahara und Sudan wurde 1868 gegründet und 1891 zum Apostolischen Vikariat erhoben. 1901 wurde das Vikariat in Französisch-Sudan und 1921 in Bamako umbenannt. Am 14. September 1955 erhob Papst Pius XII. das Vikariat Bamako mit der Apostolischen Konstitution Dum tantis Ecclesiae zum Erzbistum.

## Ordinarien
- Anatole-Joseph Toulotte MAfr (1892–1897)
- Augustin Prosper Hacquard MAfr (1898–1901)
- Hippolyte Louis Bazin MAfr (1901–1910)
- Alexis Lemaître MAfr (1911–1920)
- Emile-Fernand Sauvant MAfr (1921–1928)
- Paul-Marie Molin MAfr (1928–1949)
- Pierre Louis Leclerc MAfr (1949–1962)
- Luc Auguste Sangaré (1962–1998)
- Jean Kardinal Zerbo (1998–2024)
- Robert Cissé (seit 2024)